# Stade Saint-Symphorien
Pour les articles homonymes, voir Saint-Symphorien.
Le stade Saint-Symphorien est l'enceinte sportive principale de l'agglomération messine. Situé sur la commune de Longeville-lès-Metz, il est un stade consacré principalement au football et utilisé par le Football Club de Metz. C'est le plus grand stade de Lorraine et, depuis 2021, le plus grand stade de la région Grand Est.
Le stade est au centre d'un projet de rénovation et d'extension depuis 2019, voué à porter sa capacité à 30 000 places à terme (actuellement 28 786),.

## Repères historiques

### Premières années
Sous l'impulsion du président Maurice Michaux du Cercle Athlétique Messin, le club met sur pied en 1921 une association immobilière ayant pour objectif la construction d'un stade sur l'île Saint-Symphorien. Le stade Saint-Symphorien est inauguré en août 1923 avec un retard, le toit de la tribune s'étant effondré au décoffrage.

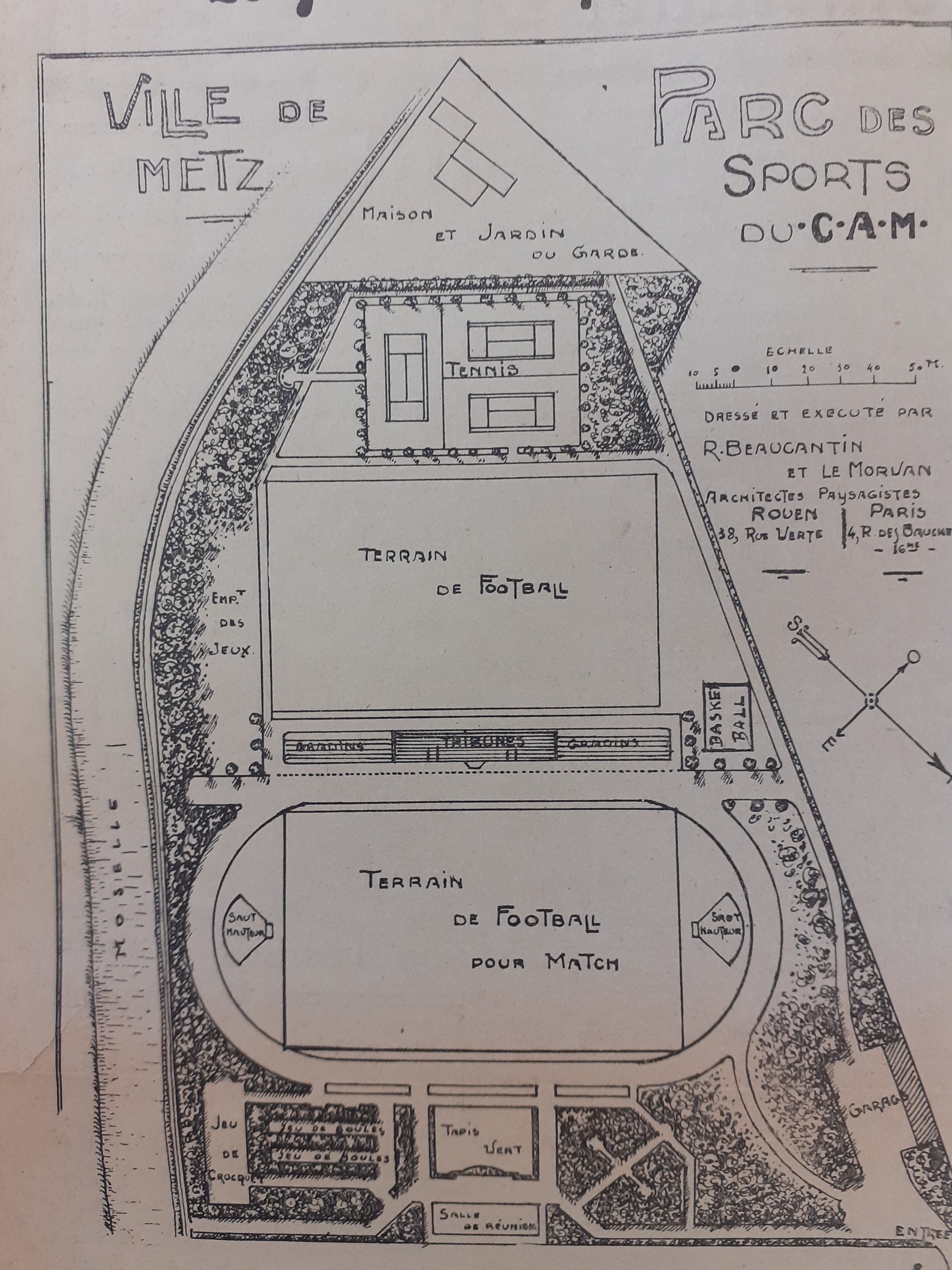
Premiers plans du stade Saint-Symphorien

Des travaux d'envergure sont engagés au stade Saint-Symphorien en 1932 avec le passage au statut professionnel du club messin. Il est ainsi doté de 10 000 places, dont 2 000 couvertes. Quatre ans plus tard, 15 000 places sont disponibles.
Le stade est alors configuré comme ceci : une tribune Nord non couverte, deux virages Est et Ouest non couverts et une tribune d'Honneur Sud couverte.
À la fin de la Seconde Guerre mondiale, le stade est inondé par l'occupant nazi, mais tout rentre dans l'ordre rapidement.
L'éclairage pour les matches en nocturne est opérationnel dès 1953 tandis que la tribune Nord se dote d'un toit en 1955.

### Reconstruction des tribunes
Les années passant, le stade devient vétuste. En 1962, une partie de la tribune d'Honneur Sud est rasée et refaite à neuf.
En 1974, les virages Ouest et Est sont rasés et sont construites à la place deux tribunes plus proches des buts.
La nouvelle tribune Ouest est dotée d'un toit tandis que la nouvelle tribune Est reste non couverte avec des gradins et un tableau d'affichage.
En 1976, la tribune d'Honneur Sud est entièrement rénovée. Une partie de cette tribune devenue vétuste est refaite à neuf. Ce qui donne une meilleure cohérence architecturale à cette tribune qui n'avait jamais été uniforme.
Au fil des années 70-80, il devient urgent et nécessaire de rénover la tribune Nord devenue trop vétuste. D'autant que bon nombre de stades en France ont été rénovés pour l'Euro 1984, notamment le stade de la Meinau à Strasbourg. Metz a également des objectifs européens.
La tribune Nord est ainsi détruite en 1987 et laisse place à la construction d'une nouvelle tribune qui voit sa capacité largement augmentée, avec ses poteaux de béton très imposants. Elle devient ainsi la plus grande tribune du stade. Elle est inaugurée en Août 1987.
L'enceinte établit son record d'affluence avec 28 766 spectateurs le 7 décembre 1991 pour un match Metz-Marseille.
En 1997, la tribune Ouest devenue vétuste est détruite et laisse place à la construction d'une nouvelle tribune à trois étages et d'une capacité de 9 000 places assises. La démolition de l'ancienne tribune et la construction de la nouvelle s'étalera sur quasiment toute la saison 1997-1998, saison où le FC Metz terminera vice-champion de France de D1 et qualifié pour le deuxième tour préliminaire de la Ligue des champions.
La nouvelle tribune Ouest, désormais la plus grande du stade, est alors prête pour le début de la saison 1998-1999. Ainsi, lors de la trêve estivale, avec cette nouvelle tribune et le remplacement des places debout par des places assises en tribune Nord, le stade est aux normes de la Ligue des champions. Toutefois, le club échoue à se qualifier pour la phase de groupes.
Dans la foulée, en 2000, la tribune opposée (côté Est) est également rasée et remplacée par une tribune désormais couverte, beaucoup plus moderne avec places assises. En Mars 2001, le stade, totalement rénové, peut accueillir 26 671 spectateurs assis.
En mai 2019, le FC Metz entame la destruction de l'historique tribune Sud, pour en construire une nouvelle, plus grande, plus moderne et plus adaptée aux différentes fonctions que peuvent avoir de telles enceintes. En 2021 la nouvelle tribune Sud-Moselle est ouverte au public. En 2022, l'angle Sud-Ouest accueille lui aussi les supporters du FC METZ. La nouvelle tribune Sud peut désormais accueillir 7000 supporters et compte de nombreux espaces, notamment consacrés aux entreprises, au business, aux réunions etc.

### Projets successifs de rénovations

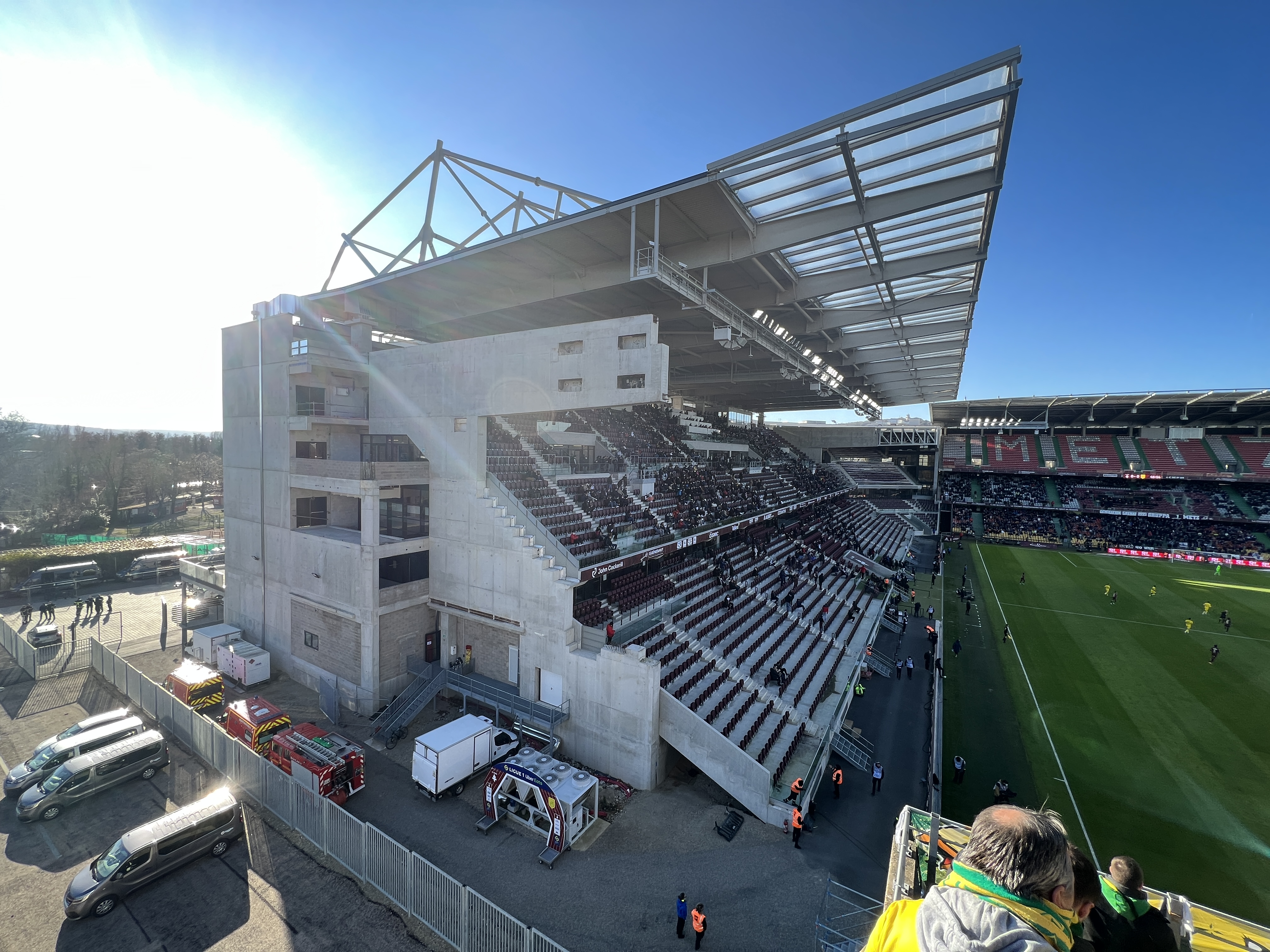
Tribune sud du stade.

#### Premiers projets
Les dirigeants messins ont présenté en janvier 2007 le « Projet Grenat 2010 ». Ce concept de rénovation visait à transformer Saint-Symphorien en un stade de 32 000 places couvert, incluant un hôtel, des espaces VIP supplémentaires, un centre des congrès, un toit coulissant et un parking supplémentaire de 600 places.
Le vendredi 10 juillet 2009, le FC Metz présente le projet final de rénovation du stade, issu de la réflexion menée par le club et le cabinet d'architectes Fiebiger GmbH, Kaiserslautern, depuis janvier 2007. La capacité du stade sera amenée à 35 000 places, grâce à la reconstruction de la tribune Sud (5 000 places, tribune de presse, loges), la mise à niveau de la tribune Républicain Lorrain (1 200 places) et le comblement des quatre angles (deux accueilleront des spectateurs et les deux autres accueilleront des bureaux, appartements ou autres). Un toit unique sera posé sur l'ensemble du stade. Un bâtiment annexe sera construit derrière la tribune Sud : il devrait accueillir un hôtel 3 étoiles de 150 chambres, un parking, un centre de conférence, des bureaux et un centre d'affaires panoramique. Enfin, le stade devrait, à plus long terme, disposer d'un toit rétractable.

#### Candidature avortée à l'Euro 2016
Le projet n'aboutira pas mais servira de base au projet de candidature comme stade pour l'Euro 2016. D'abord écarté de la liste des stades, Saint-Symphorien revient en force avec le projet le moins cher mais tout aussi réalisable et esthétique. Après le retrait de Strasbourg, puis de Nancy, Metz peut de nouveau rêver pour que Saint-Symphorien accueille l'Euro 2016.
Le montant des travaux est estimé à 45 M€, pour ce qui concerne directement le stade (hors bâtiment annexe et toit rétractable) et ces travaux seraient financés par la ville de Metz (10 M€), le conseil général de la Moselle (10 M€), les partenaires privés (12 M€), l'État si Metz est choisi pour accueillir l'Euro 2016 (5 M€) puis le FC Metz (6 M€).
Le projet capote le 29 février 2012 où le maire de Metz, Dominique Gros, indique en conférence de presse que la ville se retire pour la candidature à l'Euro 2016. Cela marque la fin du projet, malgré des pétitions lancées par des groupes de supporters et soutenues par le club.

#### Un renouveau majeur
Un nouveau projet de rénovation est proposé en 2015, plus modeste : la tribune Sud serait rénovée, mais l'idée d'un toit unique est abandonnée, ainsi que celle de tribunes d'angle fermées. Deux angles sur quatre (Sud-Est et Sud-Ouest, prolongeant la nouvelle tribune) seront finalement planifiés et un troisième (Ouest-Nord) consistant en un immeuble de sept étages à l'étude dès 2022.
En avril 2018 est voté le lancement des travaux de la tribune Sud, et en juillet 2018, la SAS Immobilière Saint-Symphorien (filiale immobilière du FC Metz) et la ville de Metz signent un bail emphytéotique administratif de 50 ans donnant à l'emphytéote la quasi propriété du stade afin de l'exploiter et d'y réaliser les travaux.
En mai 2019, les dirigeants du club annoncent le début de la démolition de la tribune Sud du stade : s'ajoutent aux travaux la fermeture des angles sud-est et sud-ouest de l'enceinte et la pose d'une armature entourant l'entièreté du stade. La rénovation des intérieurs du stade, du centre de formation et la construction de plusieurs parkings adjacents sont également prévues. Le coût du projet s'élève à hauteur de 80 millions d'euros (entièrement financé par les collectivités territoriales et le club). Les travaux débutent réellement à l'été 2019 et devaient initialement se terminer progressivement pendant la saison 2020-2021 mais la pandémie de Covid-19 a entraîné un retard majeur dans l'avancée des travaux, arrêtés pendant plusieurs mois.
L'ancienne tribune Sud est ainsi détruite et rénovée. La nouvelle tribune est inaugurée en janvier 2021, portant la capacité du stade à environ 27 000 places et mettant le stade aux normes internationales UEFA et FIFA,,. Cette nouvelle tribune intègre diverses activités hors jours de match : séminaires, club affaires, co-working, restaurants, etc. L'armature devant former une enveloppe entourant le stade est toujours prévue mais pas encore installée.
Un premier angle (Sud-Ouest) est construit par la suite, inauguré pour le début de saison de Ligue 2 2022-2023, portant la capacité à 28 786 places. Les angles Sud-Est et Ouest-Nord sont toujours prévus mais sans date de construction fixées. La capacité totale devrait atteindre les 30 000 places à la fin des travaux.
En 2020, le FC Metz a recours, à titre expérimental, à un dispositif de reconnaissance faciale, mise en place par la startup messine Two-I, et qui a pour but d'identifier les visages de supporters dans le stade Saint-Symphorien à l'aide de caméras,. l'Association Nationale des Supporters, puis la CNIL, manifestent rapidement sa désapprobation quant à l'installation d'un tel dispositif. L'autorité administrative adresse par un communiqué un avertissement au club pour non conformité aux différentes lois sur les libertés individuelles numériques. L'entreprise Two-I et le club se sont défendus en expliquant que le dispositif n'a pas pour but de ficher ses supporters, mais d'identifier les supporters interdits de stade, et d'en faire « un outil de prévention dans le cadre de la lutte anti-terroriste », notamment en repérant les objets abandonnés suspects ou la présence d'arme dans l'enceinte du stade.

## Événements

### Équipe de France masculine de football
Le 31 mai 2005, le stade accueille pour la première fois l'équipe de France de football qui bat 2 buts à 1 la Hongrie devant 26 186 spectateurs à l'occasion d'un match amical. Les buts sont marqués par Djibril Cissé et Florent Malouda côté français et par Kerekes côté hongrois.
Le mardi 12 octobre 2010, le stade Saint-Symphorien a été le théâtre du match de qualification de l'Euro 2012 qui a opposé l'équipe de France au Luxembourg. Les bleus l'ont d'ailleurs emporté sur le score de deux buts à zéro avec des réalisations signées Karim Benzema et Yoann Gourcuff.
Le samedi 4 juin 2016, l'équipe de France affronte l'équipe d'Écosse de football en match de préparation en vue du Championnat d'Europe de football 2016 qui se déroule en France. Ce soir là, les Bleus gagnent 3-0 avec un doublé signé Olivier Giroud et un but de Laurent Koscielny.
Le mercredi 5 juin 2024 le stade Saint-Symphorien accueillera les Bleus, qui affronteront le Luxembourg, en match amical. Avant-dernier match amical pour l'équipe de France, avant l'Euro 2024 en Allemagne. Le match se jouera dans un stade Saint-Symphorien complet (environ 28 000 personnes). Les places pour la rencontre ayant toutes été vendues en quelques heures.
| Date            | Compétition              | Équipe 1 | Équipe 2   | Score | Affluence |
| --------------- | ------------------------ | -------- | ---------- | ----- | --------- |
| 31 mai 2005     | Amical                   | France   | Hongrie    | 2 - 1 | 26 186    |
| 12 octobre 2010 | Qualifications Euro 2012 | France   | Luxembourg | 2 - 0 | 24 710    |
| 4 juin 2016     | Amical                   | France   | Écosse     | 3 - 0 | 25 057    |
| 5 juin 2024     | Amical                   | France   | Luxembourg | 3 - 0 | 25 590    |

### Équipe de France féminine de football
| Date         | Compétition              | Équipe 1 | Équipe 2 | Score | Affluence |
| ------------ | ------------------------ | -------- | -------- | ----- | --------- |
| 5 avril 2024 | Qualifications Euro 2025 | France   | Irlande  | 1 - 0 | 16 772    |

### Matchs internationaux de football
Le 3 juin 2006, il accueille une rencontre internationale entre le Luxembourg et le Portugal, le stade Josy-Barthel de Luxembourg ayant une capacité trop faible pour ce match. Les buts sont marqués par Luís Figo et Simão Sabrosa par deux fois.
| Date        | Compétition | Équipe 1   | Équipe 2 | Score | Affluence |
| ----------- | ----------- | ---------- | -------- | ----- | --------- |
| 6 juin 2006 | Amical      | Luxembourg | Portugal | 0 - 3 | 19 157    |

### Autres événements
Le 10 octobre 2007, pour la première fois un match d'un sport autre que le football se déroule à Saint-Symphorien : l'équipe de France de Rugby Espoirs affronte la Sélection Africaine des Léopards devant 15 620 spectateurs.
L'enceinte accueilli également des artistes en concert, tels Supertramp et Joe Cocker en 1983. Le 6 juin 2009, Johnny Hallyday y donne un concert pour sa « dernière » tournée « Tour 66 », devant plus de 35 000 personnes et avec une première partie assuré par Christophe Maé. Il y avait déjà chanté le 12 juillet 2006, lors de sa « Tournée des Stades », avec Anggun.

## Caractéristiques
- Quatre tribunes : tribune Nord (tribune Républicain Lorrain), tribune Sud (tribune Sud Moselle), tribune Est et tribune Ouest
- 1 500 places VIP, 6 espaces VIP
- Éclairage : 2 583 lux